# Козьминьский, Марек
Ма́рек Ян Козьми́ньский (пол. Marek Jan Koźmiński; 7 февраля 1971 года, Краков) — польский футболист, левый защитник. Известен по выступлениям за итальянские клубы «Удинезе», «Брешиа» и сборную Польши. Участник чемпионата мира 2002 года, серебряный призёр Олимпиады 1992 года.

## Клубная карьера
В профессиональном футболе Козьминьский дебютировал в клубе «Хутник» из Кракова, в составе которого провёл 3 года. В 1992 году он перешёл в итальянский «Удинезе», в итальянском чемпионате Козьминьский провёл большую часть своей карьеры, отыграв за итальянские клубы в общей сложности 9 сезонов, наиболее продолжительное время он провёл в «Удинезе» и «Брешии». В 2002 году он недолго поиграл за греческий ПАОК. В 2003 году Сверчевский вернулся в польский чемпионат, в клуб «Гурник» (Забже), в котором в то же году и завершил профессиональную карьеру.

## Карьера в сборной
В составе национальной сборной Козьминьский дебютировал 9 сентября 1992 года в матче со сборной Израиля. Всего в составе сборной провёл 45 матчей, в которых забил 1 гол, в ворота сборной Нидерландов. Стал серебряным призёром Олимпиады 1992 года. Принимал участие в чемпионате мира 2002 года.

## Достижения
ПАОК
- Обладатель Кубка Греции: 2002/03

Сборная Польши
- Серебряный призёр Олимпийских игр: 1992